# Thin Lizzy
I Thin Lizzy sono un gruppo hard rock irlandese formatosi a Dublino nel 1969 a seguito dell'incontro tra il chitarrista Eric Bell e l'organista Eric Wrixon con il cantante e bassista Philip Lynott e il batterista Brian Downey.
Capitanati da Lynott, leader carismatico e principale compositore del gruppo, i Thin Lizzy divennero celebri grazie a tracce come Whiskey in the Jar, Jailbreak e The Boys Are Back in Town, che si piazzarono nelle posizioni di vertice delle classifiche britanniche degli anni settanta.
Dopo il decesso di Lynott nel 1986, la band è tenuta in vita dal 1996 come progetto-tributo da Scott Gorham e altri membri originari del gruppo quali John Sykes, Downey e Darren Wharton.
La loro musica abbraccia molti generi ma è di solito classificata come hard rock e heavy metal; il gruppo tuttavia esordì con sonorità tipicamente rock arricchite da influenze derivate dal blues e dal rock psichedelico, per poi convergere verso quello che sarà il suo stile caratteristico, un compatto e agile hard rock permeato di elementi blues, folk, country, soul, funk e addirittura della musica popolare irlandese.
La celebre rivista Rolling Stone ha descritto la band come autrice di un hard rock "lontano dal ragliante pacchetto metal della metà anni settanta".
Van Morrison, Rod Stewart, Jeff Beck e Jimi Hendrix furono gli artisti che ebbero maggiore influenza sul gruppo al suo esordio, mentre nel secondo periodo ebbero grande impatto artisti come i Little Feat, Bruce Springsteen e Bob Seger.
I Thin Lizzy sono stati inseriti alla posizione numero cinquantuno della classifica VH1's 100 Greatest Artists of Hard Rock.

## Storia del gruppo

### Gli esordi (1969-1975)

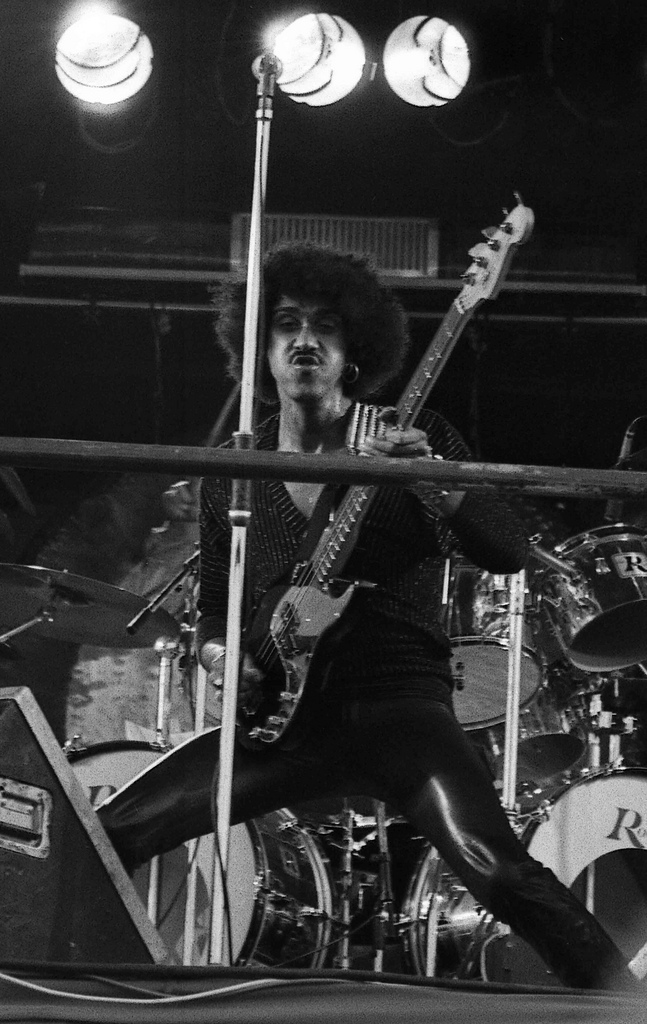
Phil Lynott durante un live.

I Thin Lizzy furono fondati nel dicembre del 1969 a Dublino, in Irlanda, quando il chitarrista Eric Bell, originario di Belfast, si incontrò con l'organista Eric Wrixon in un pub e condivise con lui la sua ambizione di creare un gruppo. Entrambi i musicisti avevano in precedenza suonato nei Them, gruppo il cui frontman era Van Morrison.
La stessa notte, i due assistettero a un concerto della band Orphanage, la quale aveva in formazione il cantante Phil Lynott e il batterista Brian Downey.
Bell e Wrixon si presentarono a Lynott e Downey al termine dello show, proponendogli di unirsi al loro progetto. I due musicisti, a conoscenza dell'ottima reputazione musicale di Bell accettarono la proposta, alla condizione che, all'interno del neo fondato gruppo, Lynott si fosse occupato delle parti vocali come del ruolo di bassista, e che fossero mantenute e poi eseguite alcune delle composizioni prodotte degli Orphange. Una volta accettate queste condizioni il progetto prese forma prima con nome Thin Lizzie, per poi diventare dopo pochi mesi Thin Lizzy.
Nell'estate del 1970 i Thin Lizzy diedero alle stampe il loro primo singolo, intitolato The Farmer e contenente una traccia omonima, oltre al brano I Need You, e pubblicato per la Parlophone. Il disco vendette solo 283 copie.
Dopo l'uscita di questo 45 giri, Wrixon lasciò il gruppo e tornò nei Them. Nonostante l'insuccesso del singolo, alla fine del 1970 i Thin Lizzy riuscirono a ottenere un contratto con la casa discografica Decca Records per la produzione di due album.
Fu così che nel 1971 volarono a Londra per registrare il loro primo album, pubblicato con titolo omonimo Thin Lizzy.
Il disco presentò un sound rock ricco di spunti blues e psichedelici e fortemente influenzato dai lavori dei Cream e di Jimi Hendrix.
Intorno al marzo del 1971 la band si trasferì stabilmente a Londra e ad agosto pubblicò un fallimentare EP di 4 tracce dal titolo New Day.
Nonostante le scarsissime vendite, la Decca Records mantenne le promesse e finanziò il secondo lavoro del gruppo, pubblicato con il nome Shades of a Blue Orphanage nel marzo del 1972.
Come il precedente LP, l'album ripresentò influenze blues e riscosse un ottimo successo in Irlanda, ma non fu praticamente considerato in Inghilterra, complici anche i testi che argomentavano della cultura folkloristica irlandese.
A metà del 1972 i Thin Lizzy ottennero la commissione di registrare un album di cover di canzoni dei Deep Purple, messo in commercio con il titolo Funky Junction Play a Tribute to Deep Purple.
I Thin Lizzy non furono menzionati nella registrazione e apparvero sotto denominazione Funky Junction perché le parti vocali e di tastiera dei brani furono eseguite anche da membri di un altro gruppo, gli Elmer Fudd. L'album fu poi pubblicato nell'aprile del 1973.
Alla fine del 1972 la band partì per un tour inglese al fianco degli Slade e dei Suzi Quatro. Nello stesso periodo la Decca Records decise di pubblicare una versione dei Thin Lizzy della tradizionale ballata irlandese Whiskey in the Jar come singolo.
I Thin Lizzy furono delusi da questo rilascio, prima di tutto perché non gli fu comunicato e poi perché, secondo la loro idea, non rappresentava al meglio il loro sound e la loro immagine.
Il singolo raggiunse però la cima delle classifiche irlandesi e, cosa più importante, la posizione numero 6 in Regno Unito nel febbraio 1973, oltre che il piazzamento in diversi altri Paesi.
Ciò fece sì che la band fu invitata a apparire nella celebre trasmissione televisiva Top of the Pops.
Dopo questo successo però, il seguente singolo Randolph's Tango, composto interamente da Lynott, entrò in classifica solo in Irlanda.
Fu così che nel settembre del 1973 i Thin Lizzy pubblicarono l'album Vagabonds of the Western World.
Il disco ottenne ottime recensioni, ma ancora scarsi piazzamenti in classifica, al pari del singolo The Rocker.
Al termine delle registrazioni di questo disco Eric Bell, a causa di problemi di salute e disilluso nei confronti dell'industria musicale, preferì lasciare la band. Come sostituto fu ingaggiato, agli inizi del 1974, Gary Moore, ex membro di una band irlandese chiamata Skid Row.
Moore partecipò al tour promozionale di Vagabonds of the Western World e rimase in formazione fino all'aprile 1974, registrando anche tre canzoni tra cui una versione demo di Still in Love with You, poi inserita nel loro quarto album Nightlife.

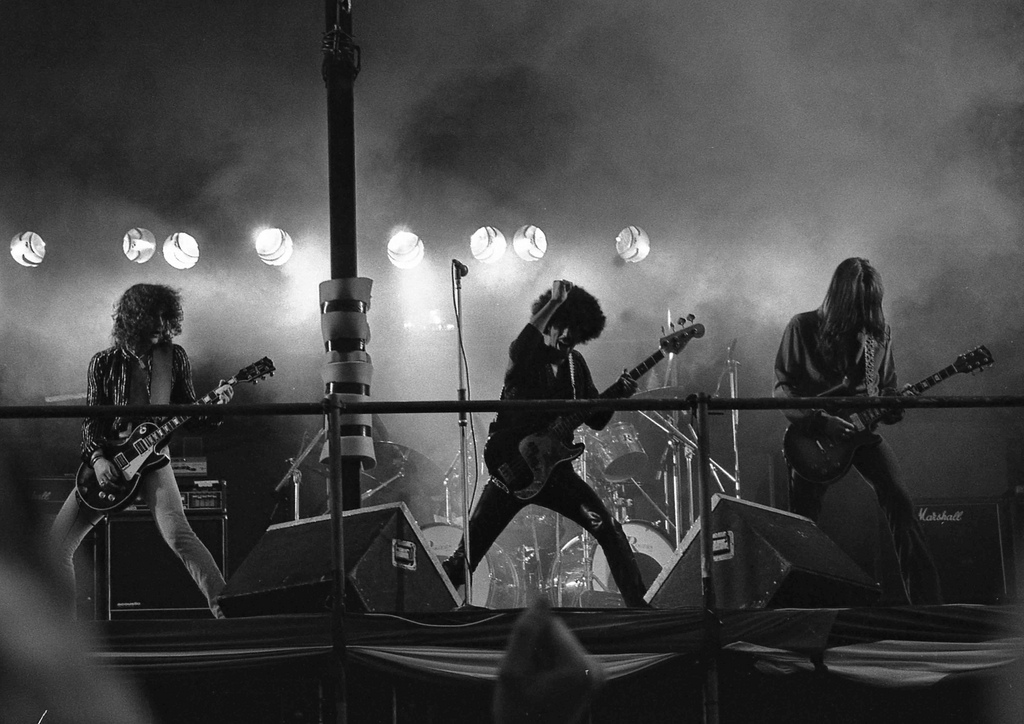
I Thin Lizzy nel 1978 al Pinkpop Festival: da sinistra a destra: Brian Robertson, Phil Lynott, Scott Gorham e Brian Downey (non inquadrato alla batteria)

Andato via Moore, i Thin Lizzy reclutarono due chitarristi temporanei per terminare il tour in Germania, e la scelta cadde su Andy Gee, ex membro degli Ellis, e John Du Cann, ex-Atomic Rooster.
Terminato il tour la band, priva del contratto con la Decca Records, subì anche l'abbandono di Downey, il quale fu però dopo presto convinto a rientrare in formazione.
Le audizioni definitive per i nuovi membri portarono Lynott e Downey a ingaggiare il chitarrista diciottenne Brian Robertson, di origini scozzesi, e il californiano Scott Gorham.
La nuova formazione trovò ben presto feeling e si esibì in alcune ottime prestazioni live, che assicurarono al gruppo l'interesse di una nuova casa discografica, l'allora Phonogram Records. Con questa etichetta fu pubblicato il già citato album Nightlife nel 1974, il quale si rivelò deludente a causa di una scarsa produzione ma che presentò per la prima volta un avvicinamento del gruppo a sonorità più vicine all'hard rock.
Come i precedenti tre dischi, non fu ancora un successo commerciale.

### Il successo (1975-1980)
Agli inizi del 1975 i Thin Lizzy partirono per il loro primo tour negli Stati Uniti d'America come supporto ai Bob Seger e ai Bachman-Turner Overdrive.
Terminata la tournée, i Thin Lizzy seguirono i BTO in Europa, guadagnando così molta fama.
Nello stesso anno la band pubblicò il suo quinto album, dal titolo Fighting.
Il disco raggiunse finalmente le classifiche inglesi, piazzandosi alla posizione numero 60.
I singoli estratti non ebbero invece successo e non raggiunsero mai piazzamenti degni di nota.
Nell'album fu per la prima volta mostrato in modo chiaro lo stile a due armonie derivanti da due chitarristi solisti, specie nelle tracce Wild One e Suicide.
Dopo un tour in supporto agli Status Quo, la band registrò l'album Jailbreak.
Il disco, pubblicato il 26 marzo 1976 dalla Atlantic Records, presentò la traccia The Boys Are Back in Town, successo ancora oggi trasmesso dalle stazioni radio come inno delle tifoserie calcistiche inglesi, che raggiunse la posizione numero 8 delle classifiche inglesi e la numero 12 in quelle statunitensi, rivelandosi uno dei maggiori successi della storia della formazione irlandese.
Lo stile di abbinamento delle melodie dei due chitarristi solisti, vera caratteristica della band, si fece in questo lavoro sempre più presente, in particolare nella traccia omonima e nei brani Emerald e Warriors.
I Thin Lizzy partirono per un tour negli Stati Uniti a supporto di varie band, tra cui Aerosmith, Rush e REO Speedwagon, a cui seguì, nel giugno del 1976, una serie di concerti a sostegno dei Rainbow.
Lynott però si ammalò di epatite e fu costretto a cancellare molte date del tour.
Durante la convalescenza, Lynott compose gran parte delle musiche del seguente album, pubblicato nell'agosto 1976 con titolo Johnny the Fox.
Durante le registrazioni del disco si iniziarono a presentare le prime tensioni tra Lynott e Robertson e in particolare ci furono numerosi dissensi sui crediti compositivi della traccia Don't Believe a Word. Nonostante gli attriti, l'album si rivelò un ottimo prodotto e tornò a presentare gli elementi di folklore che erano cari a Lynott fin dagli esordi della band.
Il tour che seguì questa pubblicazione fu un grande successo e i Thin Lizzy ebbero molte apparizioni televisive, tra cui una al Rod Stewart BBC TV Special.
Un altro tour statunitense avrebbe dovuto avere inizio nel dicembre 1976, ma fu annullato quando il 26 novembre Brian Robertson subì un infortunio alla mano cercando di difendere, forse ubriaco, il cantante scozzese e amico Frankie Miller in una rissa al Speakeasy Club a Londra.
Lynott si arrabbiò moltissimo e decise di sostituire Robertson con Gary Moore per un altro tour negli States, questa volta a supporto dei Queen nel Queen Lizzy Tour, durante il quale però le due band vennero spesso in contrasto a causa della spartizione del ruolo di attrazione principale durante le varie tappe del tour.
La serie di concerti fu comunque un grande successo e Lynott domandò a Moore di rimanere come membro fisso nel gruppo, ma il chitarrista preferì tornare nel suo gruppo, i Colosseum II.
Robertson, che non era stato allontanato in modo definitivo, fu allora richiamato in formazione, nonostante fosse stato tentato da Jimmy Bain dei Rainbow a fondare con lui un nuovo progetto.

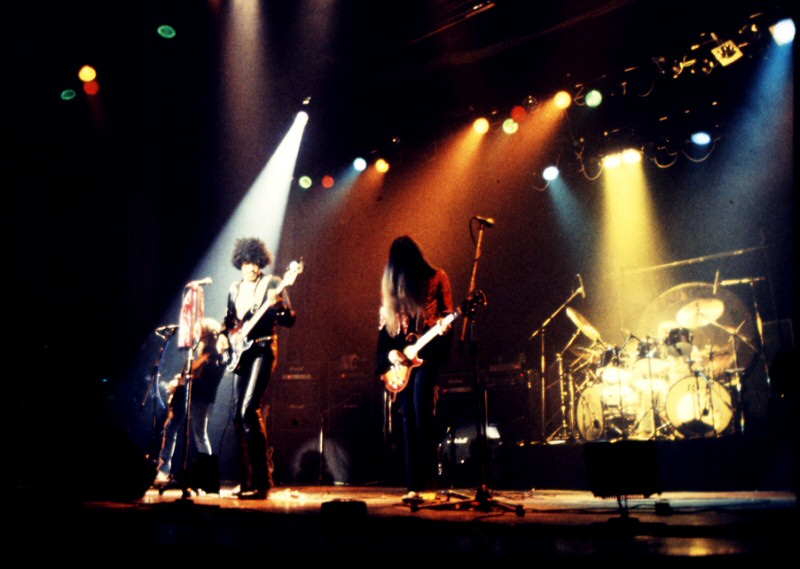
I Thin Lizzy al Chateau Neuf di Oslo nel 1980.

Alla fine del Johnny The Fox tour, i Thin Lizzy iniziarono a lavorare su un nuovo album che uscì nel 1977 con titolo Bad Reputation.
Il disco fu registrato in Canada e si avvalse, per la prima volta, di Tony Visconti alla produzione. Tutte le parti di chitarra furono registrate da Gorahm.
Robertson si unì alle registrazioni con un mese di ritardo e come turnista. Il chitarrista aggiunse parti di chitarra in sole due canzoni e ritornò a essere membro ufficiale solo mesi dopo la pubblicazione. L'album uscì a settembre e vendette bene, raggiungendo la posizione numero 4 in Inghilterra grazie al singolo Dancing in the Moonlight (It's Caught Me in Its Spotlight).
La band partì così per un lungo tour della durata di un anno, durante il quale fu registrato il celebre spettacolo Live and Dangerous, poi pubblicato come album live nel 1978.
Il disco si rivelò un perfetto riassunto della potenza e della capacità di questa band durante le esibizioni dal vivo ricevendo così un grandissimo successo e raggiungendo la posizione numero 2 in Inghilterra.
Inoltre, nel 2004, fu votato come miglior album live di tutti i tempi dalla rivista Classic Rock Magazine.
Il tour del 1977 vide anche la band fare per la prima volta da attrazione principale al Leeds Festival.
I recenti successi del gruppo furono però offuscati dall'annuncio dell'abbandono di Robertson dalla formazione, avvenuto poco dopo un'esibizione a Ibiza il 6 luglio 1978, a causa di incomprensioni ormai troppo grandi e insostenibili con Lynott.
Robertson si unì così a Jimmy Bain e fondò un nuovo gruppo, i Wild Horses. Lynott rimpiazzò Robertson nuovamente con Gary Moore.
Successivamente unì le forze con Steve Jones e Paul Cook dei Sex Pistols, oltre che con Chris Spedding e Jimmy Bain, per formare un progetto esterno, denominato The Greedy Bastards, che si dedicò a composizioni di genere punk.
La band riscosse poco successo, ma permise a Lynott di trarre nuove influenze, che provocheranno un'innovazione al suono dei seguenti dischi dei Thin Lizzy.
Nello stesso anno Lynott e Downey lavorarono in un singolo al fianco di Ron McGuinn e Eric Bell. Sempre nel 1977 Philip lavorò con Brush Shiels su un singolo di due tracce.
Nel 1978 invece Lynott apparve come musicista ospite in un concerto di Elvis Costello e Nick Lowe a Portsmouth e si cimentò in registrazioni con Richard Burton, Julie Covington, David Essex, Justin Hayward, John Partridge, Chris Thompson e Bob Geldof.
In agosto i Thin Lizzy partirono per un nuovo tour negli Stati Uniti, a cui seguirono date in Nuova Zelanda e Australia, alle quali però non partecipò Brian Downey, stanco del continuo viaggiare e desideroso di passare un po' di tempo in Irlanda con il figlio.
Fu momentaneamente sostituito dal batterista statunitense Mark Nauseef. Terminate le date, Downey ritornò in formazione e agli inizi del 1979 i Thin Lizzy pubblicarono l'album Black Rose: A Rock Legend, registrato a Parigi.
Le sessioni di registrazione furono caratterizzate dal incremento di abuso di sostanze stupefacenti da parte di Lynott e Gorham e dalla generale presenza di droga intorno al gruppo.
Ciò è confermato anche dal testo di canzoni come per esempio Got to Give It Up.
Le influenze folkloristiche rimasero, soprattutto nel brano di chiusura Róisín Dubh, un medley di sette minuti di canzoni tradizionali irlandesi.
Due singoli, Waiting for an Alibi e Do Anything You Want To, ebbero molto successo, e l'album raggiunse la posizione numero 2 in Inghilterra.
Un terzo singolo, Sarah, fu pubblicato come dedica alla neonata figlia di Lynott.
Nel luglio del 1979 Gary Moore improvvisamente lasciò la formazione a metà di un tour negli Stati Uniti.
Dopo alcune date in cui la band si esibì come terzetto, Lynott ingaggiò Midge Ure come sostituto, il quale rimase nei Lizzy fino al tour australiano-giapponese, per il quale fu invece ingaggiato Dave Flett dei Manfred Mann's Earth Band.
Il tour fu un grande successo nonostante la formazione fosse dimezzata e con Lynott non molto presente a causa dei vari progetti esterni ai Thin Lizzy.
Lynott in quel periodo, oltre a comporre e produrre del materiale discografico per altri gruppi, stava portando avanti le registrazioni per il suo primo album solista, poi pubblicato con titolo Solo in Soho.
Lynott riprese anche il progetto The Greedy Bastards, che compose un singolo natalizio dal titolo A Merry Jingle nel dicembre 1979 sotto nomenclatura The Greedies. Il brano salì alla posizione numero 28 in Regno Unito.

### Il declino e lo scioglimento (1980-1984)

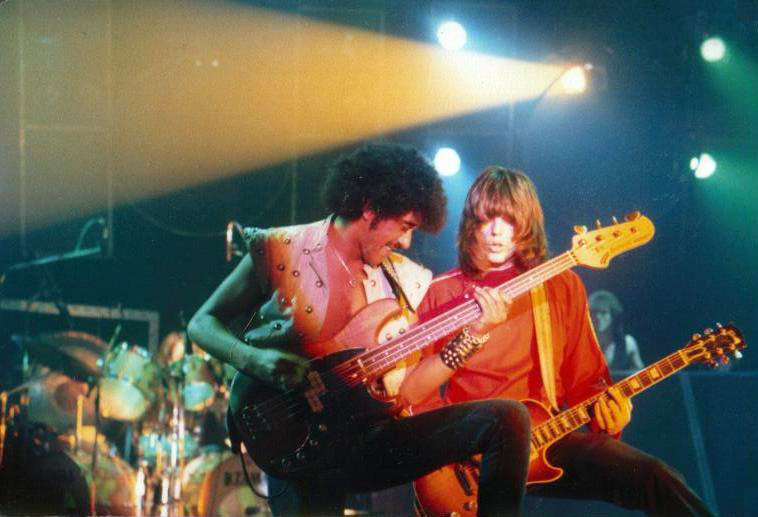
I Thin Lizzy live nel 1981.

Mentre Lynott era alla ricerca di un chitarrista stabile per i Thin Lizzy, lavorò, assieme agli altri membri del gruppo, prima alla terminazione delle registrazioni di Solo in Soho, che fu pubblicato nell'aprile 1980, e poi alla produzione del nuovo album del gruppo, dal titolo Chinatown.
Il 14 febbraio Philip Lynott sposò Caroline Crowther, già madre di Sarah, con cui darà alla luce la secondogenita Cathleen a luglio.
La scelta del nuovo chitarrista cadde su Snowy White, che aveva suonato con i Pink Floyd e con Peter Green.
Midge Ure rimase in formazione come tastierista per le registrazioni fino ai primi mesi del 1980, quando fu sostituito dal diciassettenne Darren Wharton.
Questa nuova formazione completò Chinatown, disco che vide la pubblicazione di due singoli, l'omonimo Chinatown, numero 21 in Inghilterra, e Killer on the Loose.
L'album fu pubblicato ufficialmente nell'ottobre 1980 e raggiunse la settima posizione in Regno Unito ma nessun piazzamento negli Stati Uniti.
Dopo un tour di successo in Giappone e Australia, la band partì per quello che sarebbe stato il suo ultimo tour USA sul finire del 1980.
Agli inizi del 1981 Lynott iniziò i lavori sul suo secondo album solista, suonando nel disco con i suoi compagni (Brian Downey, Scott Gorham, Snowy White) oltre che con alcuni musicisti ospiti come Jerome Rimson, Midge Ure, Mark Knopfler, Huey Lewis.
Nello stesso periodo la band iniziò a organizzare il materiale per un nuovo album ma ben presto emersero incomprensioni tra i componenti che ne rallentarono la produzione. Il produttore Chris Tsangarides affermò che:
(Chris Tsangarides)
Nell'aprile del 1981 fu intanto pubblicata la prima raccolta dei Thin Lizzy, The Adventures of Thin Lizzy, che si piazzò alla posizione numero 6 in Regno Unito, nonostante il singolo estratto, Trouble Boys, si fosse classificato solo alla posizione 53, peggior risultato per il gruppo dal 1975.
Il momento culminante di questo periodo fu il concerto da attrazione principale allo Slane Castle il 16 agosto.
Il secondo album solista di Lynott, The Philip Lynott Album, fu pubblicato nel 1982 mentre il nuovo disco dei Thin Lizzy, Renegade, fu completato e dato alle stampe nel novembre 1981. L'album non ebbe molto successo, raggiungendo solo la posizione numero 38 in Regno Unito e la numero 157 negli Stati Uniti.
Il singolo Hollywood (Down on Your Luck) si rivelò un vero insuccesso.
Nonostante due sole tracce del disco fossero state composte solo e unicamente da Lynott, Gorham e Wharton si dichiararono pubblicamente insoddisfatti di molti brani, tra cui Angel of Death, Fats e Mexican Blood.
L'immagine di Wharton non apparve nel booklet del disco nonostante fosse un membro stabile della band, generando nuove tensioni.

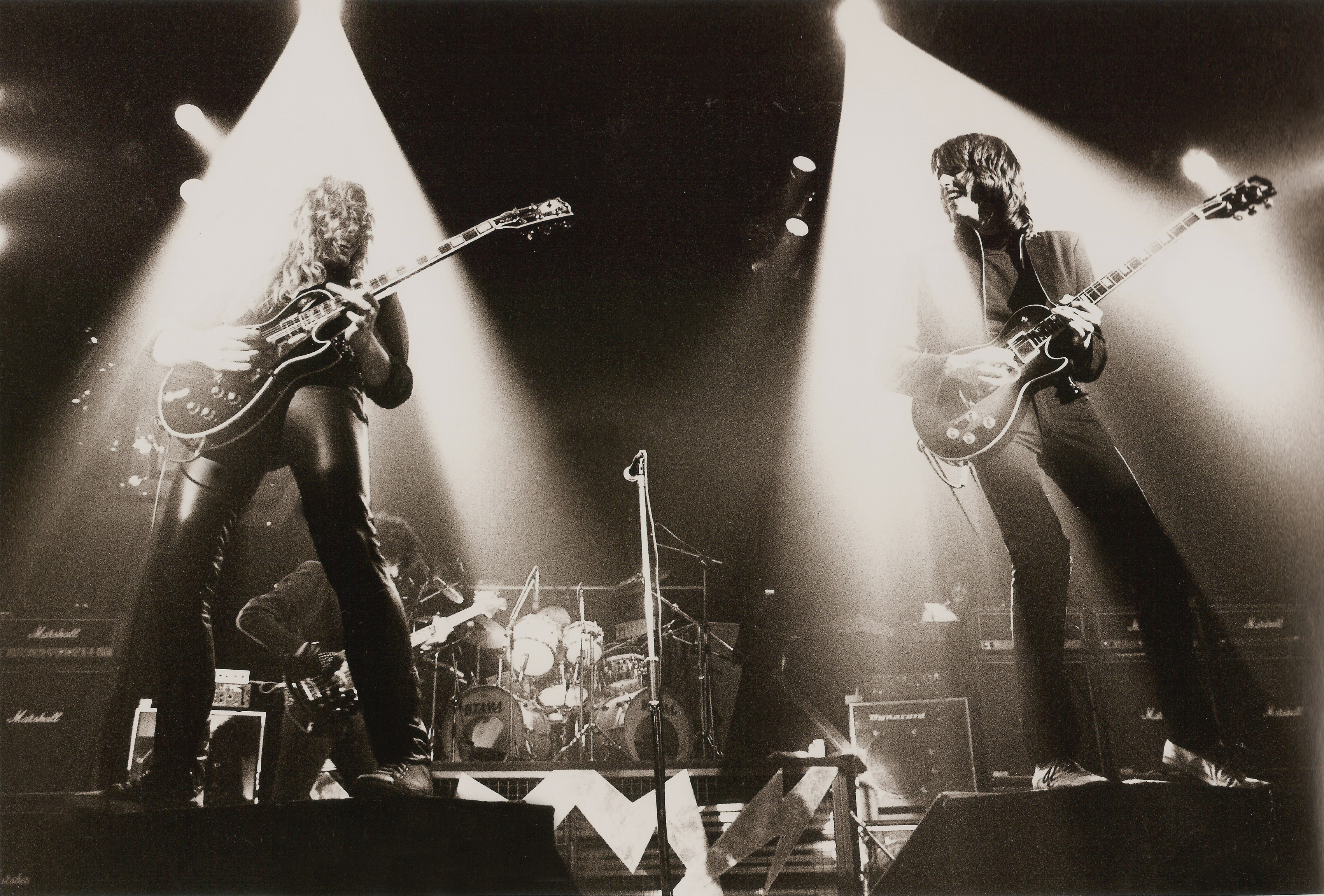
Sykes e Gorham live nel 1983.

L'inizio del 1982 vide sia Downey che Gorham costretti a prendere una pausa a causa di problemi personali. Downey era stato infatti malmenato in un night club in Danimarca, mentre Gorham era alle prese con la sua dipendenza dalle droghe.
Successivamente, nello stesso anno, Lynott partì per un tour solista e pubblicò il suo secondo album. Snowy White lasciò il gruppo nell'agosto del 1982, stufo dei problemi di organizzazione e della sempre crescente dipendenza dalle droghe di Lynott.
White raggiunse poi le prime dieci posizioni delle classifiche inglesi nel 1983 con il suo singolo Bird of Paradise. Anche uno dei manager del gruppo, Chris O'Donnell, lasciò il progetto in quegli stessi anni.
Lynott cercò di trovare un sostituto di White prima di iniziare le registrazioni del nuovo album. Nel settembre 1982, la scelta cadde su John Sykes, membro dei Tygers of Pan Tang, e con lui scrisse il primo singolo dell'album, Cold Sweat (il resto del disco era già stato in precedenza composto).
Thunder and Lightning fu pubblicato nel marzo 1983 e si rivelò di maggiore successo rispetto al predecessore, raggiungendo la posizione numero 4 nel Regno Unito. La presenza di Sykes aveva dato nuova vita al gruppo e il sound era divenuto più pesante e vicino al genere heavy metal.
Il tour che seguì questo rilascio fu molto riuscito. Uno spettacolo, denominato "Farewell Concert", fu registrato per diventare un nuovo live album, Life, pubblicato nell'ottobre 1983.
Durante il concerto, molti ex componenti dei Thin Lizzy fecero la loro comparsa sul palco per contribuire alle tracce dal loro composte.
Il disco si piazzò alla posizione numero 29 in Inghilterra. Il tour continuò, mentre altri due singoli furono pubblicati.
L'ultimo di questi, The Sun Goes Down, raggiunse solo alla posizione numero 52 nel mese di agosto.
Lynott partì anche per un nuovo tour solista, accompagnato da Downey e Sykes, sotto il nome di The Three Musketeers.
Dopo una serie di concerti poco riuscita in Giappone i Thin Lizzy suonarono al Reading Festival il 28 agosto, venendo registrati in un disco che fu pubblicato sotto il nome BBC Radio One Live in Concert, e conclusero la loro tournée il 4 settembre a Norimberga al Monsters of Rock festival, dopo il quale la band si sciolse ufficialmente.

### Progetti esterni, la morte di Lynott e tributi (1984-1996)

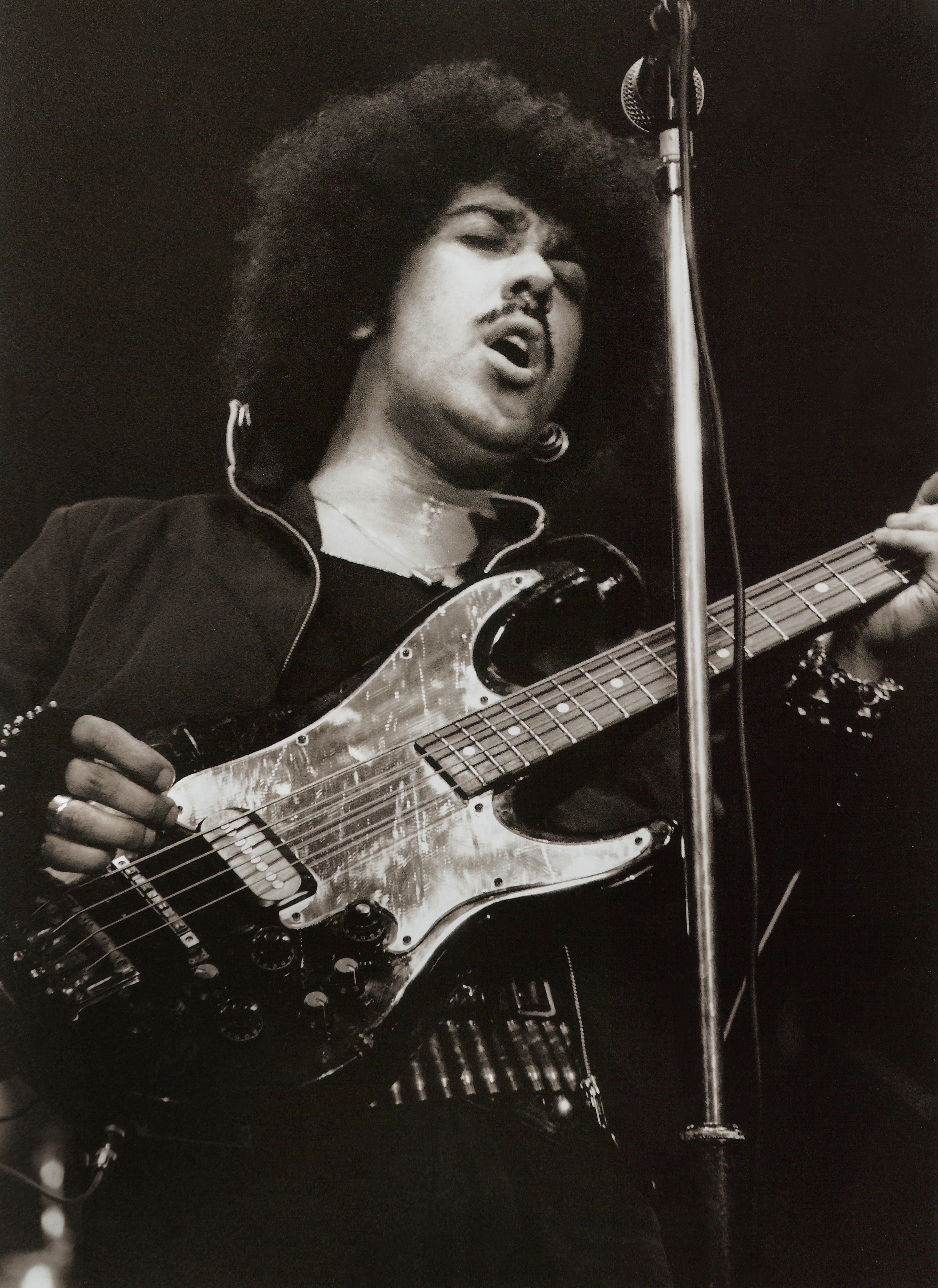
Phil Lynott.

Prima della fine del 1983, Phil Lynott aveva fondato un gruppo chiamato Grand Slam, per il quale non era mai riuscito a trovare un'etichetta discografica e che quindi sciolse all'inizio del 1985. Sykes e Downey inizialmente erano entrati nel gruppo, ma ben presto il primo si unì ai Whitesnake e anche il secondo cambiò idea, lasciando la formazione.
Lynott si concentrò allora maggiormente sulla sua carriera solista e raggiunse la posizione numero 5 con il singolo Out in the Fields pubblicato con Gary Moore nel maggio 1985.
La traccia, composta da Moore, fu inserita nel suo album solista Run for Cover, il quale vantò molti contributi di Lynott.
La carriera solista di Phil invece non riusciva a decollare. Il singolo Nineteen si piazzò solo alla posizione 76 in Regno Unito.
Phil iniziò comunque a scrivere e registrare tracce per il suo terzo album solista, ma il tunnel della droga e dell'alcolismo lo stavano sempre più indebolendo, tanto che il suo consumo di eroina divenne sempre più elevato e preoccupante, al punto da portarlo anche alla separazione dalla moglie Caroline Crowther. L'ex-moglie raccontò a un giornalista che:
(Caroline Crowther)
Il 25 dicembre 1985 Phil Lynott fu trovato privo di coscienza nella sua abitazione a causa di una forte overdose. Dopo quasi due settimane di agonia e di inutili cure il 4 gennaio 1986 Phil morì, all'età di 36 anni, nell'ospedale di Salisbury, Wiltshire, a fianco di sua madre (Philomena Lynott) che era rimasta al capezzale del figlio per l'intera degenza. Le cause del decesso furono dovute a vari ascessi interni, a una polmonite e alla setticemia, dovuti alla sua dipendenza dalle droghe, che portò al collasso di molti organi.
Poco prima di morire Lynott aveva parlato a Downey riguardo a una possibile riunione dei Thin Lizzy intorno al marzo 1986 con Gorham e Sykes facenti parte del progetto. Phil aveva anche prenotato gli studi di registrazione per il gennaio di quell'anno.
Il 17 maggio i Thin Lizzy si riunirono per il concerto benefico "Self Aid", con una formazione formata da Gary Moore, Downey, Gorham, Wharton e Bob Daisley come bassista.
Bob Geldof e Moore cantarono gran parte delle parti vocali, mentre molte voci furono utilizzate per la traccia Whiskey In The Jar.
Una raccolta, dal titolo Soldier of Fortune, fu pubblicata nel 1987. Nello stesso anno fu organizzato un concerto in ricordo di Lynott, denominato "Vibe for Philo", che si tenne a Dublino e fu organizzato da Smiley Bolger.

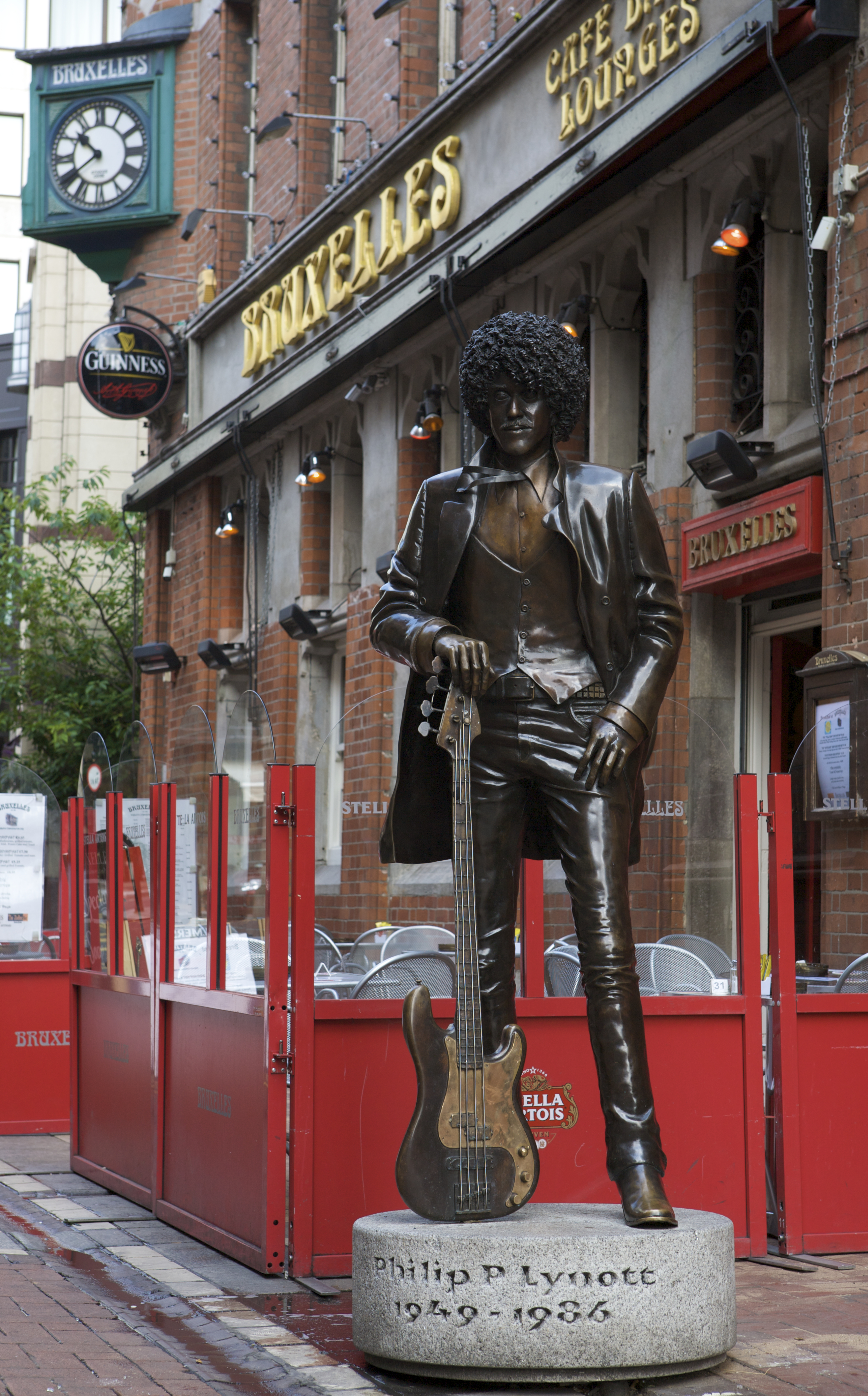
La statua dedicata a Phil Lynott

I restanti membri dei Thin Lizzy non lavorarono assieme fino alle registrazioni del singolo Dedication nell'ottobre del 1990, per il quale un demo di bassa qualità suonato da Lynott fu rielaborato e terminato per il quinto anniversario della morte.
La traccia era stata pensata per i Grand Slam e scritta dal chitarrista Laurence Archer.
Le tecniche di registrazione moderne permisero di sostituire le parti di chitarra e batteria con nuove suonate da Downey e Gorham e la traccia raggiunse la posizione numero 35 nel Regno Unito nel 1991, per poi essere ripresentata nella raccolta Dedication: The Very Best of Thin Lizzy, pubblicata nel febbraio dello stesso anno. La compilation raggiunse la posizione numero 8.
Una riedizione del brano The Boys Are Back in Town raggiunse la posizione 63 delle classifiche inglesi.
Nel 1991 Robertson e Downey suonarono assieme a Bobby Tench alla voce, all'ex-Grand Slam Doish Nagle alla chitarra e a Doug Brockie al basso.
Questa formazione fece un tour in Irlanda in una serie di concerti denominati "An Evening of Thin Lizzy".
Nell'agosto del 1994 Downey, Bell, Robertson e Wharton si esibirono in un concerto tributo a Wolverhampton, assieme a altre formazioni tributo ai Thin Lizzy.
Un'altra versione dei Thin Lizzy vide John Sykes suonare con Downey, Gorham e Wharton, con le parti di basso suonate da Marco Mendoza. Il tour fu presentato come tributo a Phil Lynott.
La formazione suonò anche al "Vibe for Philo" del 4 gennaio 1996, assieme a Eric Bell, Midge Ure, Henry Rollins, Therapy?, Joe Elliott e Rick Savage.
Nel 1994 una collezione di tracce dei Thin Lizzy della BBC Radio One fu pubblicata con nome The Peel Sessions, e un'altra raccolta fu pubblicata nel 1996 con denominazione Wild One: The Very Best of Thin Lizzy.
Il 20 agosto 1996 il bassista dei Rude Awakening Robert Ryder organizzò l'evento "A Celebration of the Life of Philip Lynott" a Hollywood, California, su richiesta della madre di Phil per ricordare il compleanno di Lynott e il decimo anno dalla sua morte. Philomena Lynott, il suo compagno Dennis Keeley e Smiley Bolger fecero apparizione allo show, che vide le performance dei Rude Awakening, di Billy Sheehan, di Rudy Sarzo, di John Norum, di Carmine Appice, dei Phantom Blue, dei Soma, del produttore Roy Z e del suo gruppo Tribe of Gypsies, di Mark Ferrari, degli Oslo, dei Bang Tango, di Stash, degli Iron Cross e dell'irlandese Mark Dignam.

### Le reunion (1996-2011)
Nel 1996 John Sykes decise di riattivare i Thin Lizzy, presentando la band come un tributo alla vita di Phil Lynott e al suo lavoro.
Sykes prese il ruolo di cantante e convinse Scott Gorham, Brian Downey e Darren Wharton a ritornare in gruppo. Per completare la formazione, Marco Mendoza fu riconfermato al basso.
Le critiche ricevute per avere rispolverato un gruppo che da sempre era stato rappresentazione di Phil Lynott furono subito calmate con l'annuncio che la band non avrebbe composto nulla di nuovo ma solo riproposto vecchi pezzi.

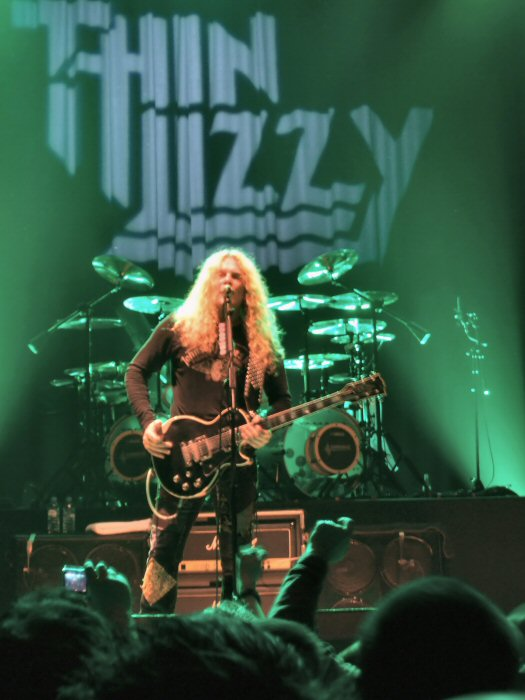
John Sykes con i Thin Lizzy nel 2007.

Nel 1997 Tommy Aldridge entrò in gruppo al posto di Brian Downey. Questa formazione rimase stabile fino al 2000, quando la band registrò un album dal vivo, One Night Only. I Thin Lizzy partirono per un tour negli Stati Uniti nel 2001 ma senza Wharton che lasciò il gruppo.
Dopo questa tournée il progetto si divise e Sykes pubblicò due album solisti tra il 2002 e il 2003, mentre Gorham proseguì con la sua band, i 21 Guns.
Come ammesso da Darren Wharton i Thin Lizzy furono più volte invitati a suonare a eventi, anche importanti, senza che mai però si trovasse l'accordo per accettare la proposta. Wharton dichiarò anche che molte volte Brian Robertson lo invitò a cercare di ricongiungere la formazione.
Nel 2004 i Thin Lizzy tornarono a lavorare assieme, con Sykes e Gorham che si unirono al bassista, ex-Angel, Randy Gregg, e al batterista Michael Lee, che aveva suonato con Robert Plant e i The Cult. La band fece spettacoli in Nord America sia in inverno che in estate come apertura ai Deep Purple. Nel 2005 Mendoza tornò in formazione e Aldridge fece ritorno nel 2007.
Durante il concerto all'Hammersmith Apollo di Londra il 13 dicembre 2007, la formazione fu Sykes, Gorham, Aldridge con DiCosmo al basso.
Il 19 agosto 2005 fu issata in Grafton Street, nel centro di Dublino, una statua in bronzo raffigurante Phil Lynott. All'inaugurazione parteciparono molte celebrità e fans, oltre a componenti della band e a familiari del defunto musicista.
Il 30 giugno 2009 un annuncio sul sito ufficiale del gruppo annunciò l’uscita di John Sykes dalla formazione. Ciò, unito al lungo infortunio subito da Tommy Aldridge, provocò lo scioglimento del progetto tributo. Scott Gorham sottolineò però come la decisione di non proseguire con la band Thin Lizzy fosse cosa temporanea, e che perciò presto sarebbe stata allestita una nuova formazione.
A maggio del 2010 fu annunciata la nuova formazione. Al fianco di Scott Gorham tornò il batterista originario Brian Downey e il tastierista Darren Wharton, a cui si aggiunsero il chitarrista dei Def Leppard Vivian Campbell, il bassista Marco Mendoza e il cantante Ricky Warwick degli The Almighty.
La band iniziò la tournée nel gennaio 2011 a Dublino, per poi toccare tutto il Regno Unito e infine l'Europa, con l'annuncio di partecipazioni a gran parte dei maggiori festival europei.
Testimonianza della tournée è l'album (doppio CD) Live in London, registrato all'Hammersmith Apollo il 22 gennaio 2011.
Ad aprile fu annunciato che Vivian Campbell ha lasciato i Thin Lizzy per ritornare nei Def Leppard dopo un ultimo concerto il 28 maggio. Al suo posto è stato ingaggiato il Guns N' Roses Richard Fortus.

## L'origine della denominazione "Thin Lizzy"
Il nome "Thin Lizzy" fu ideato da Eric Bell che, osservando la copertina dell'album Blues Breakers with Eric Clapton dei John Mayall & the Bluesbreakers, di cui era grande fan, notò il chitarrista Eric Clapton intento nella lettura del fumetto The Beano, creato dalla matita di Jack Proud e pubblicato in Inghilterra sul finire degli anni cinquanta dalla D.C. Thompson.
Comprata una copia di The Dandy, un fumetto disegnato dallo stesso autore, l'attenzione del chitarrista ricadde sulla striscia che vedeva come protagonista un robot denominato Tin Lizzie, che gli ricordò la celebre macchina Ford Model T, soprannominata appunto Tin Lizzie.
Fu così che Bell propose questa come nomenclatura del gruppo. Dopo un consulto con gli altri componenti, vi fu un piccolo ritocco che portò all'aggiunta di una 'h' per accentuare la pronuncia sulla prima parola e il neo-fondato gruppo assunse quindi denominazione "Thin Lizzie", poi ancora trasformata nel definitivo "Thin Lizzy".
A causa di quest'ultimo cambiamento, si creò confusione e alcune delle prime pubblicazioni della band furono pubblicate con il nome della band sbagliato.

## Stile e influenze

### Sviluppo musicale
I Thin Lizzy, nei loro quindici anni di effettiva attività dal 1969 al 1984, ebbero modo di modificare, maturare e accrescere il loro bagaglio di influenze, proponendo via via sonorità differenti, fino ad associarsi spontaneamente a quel tipico hard rock denso di contaminazioni che sarà la matrice del gruppo, portandolo verso la fama raccolta principalmente dal 1975 in poi.

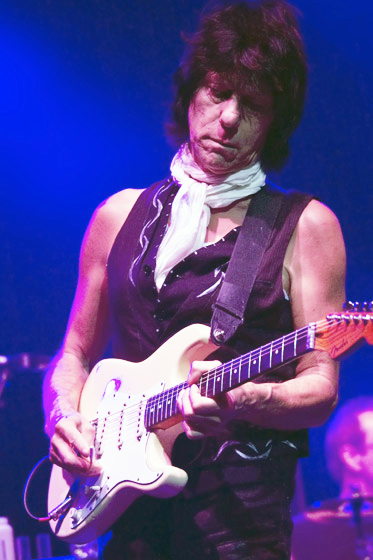
Jeff Beck, primaria influenza del sound dei Thin Lizzy.

Riguardo al leader Phil Lynott, il critico John Dugan scrisse:
(John Dugan)
Gli esordi della formazione irlandese presentarono infatti sonorità tipicamente rock anni sessanta e dense di influenze di matrice blues e rock psichedelico, ovvero di quei generi che andavano a spopolare e a permeare maggiormente nell'allora neonato rock 'n' roll. È evidente infatti come in quei primi anni dei Thin Lizzy la band integrasse il proprio suono con spunti derivati da artisti classici quali Jeff Beck e Jimi Hendrix, per poi citare anche Van Morrison per ciò che concerne le forti influenze folk.
Già con la pubblicazione di Nightlife nel 1974 ma ancor più in modo definitivo con Fighting nel 1975, la band svoltò verso quello che sarà il suo stile caratteristico, un compatto e agile hard rock, permeato ancora di elementi blues, folk, country, soul, funk e di musica popolare irlandese.
Ed ecco che nella restante parte della carriera i Thin Lizzy sono riconosciuti come una delle prime band hard rock/heavy metal a impiegare due armonie derivanti da due chitarristi solisti, tecnica per la prima volta mostrata nel Regno Unito dai Wishbone Ash e dai Fleetwood Mac e in America dai Lynyrd Skynyrd e dai The Allman Brothers Band, e resa poi famosa dai gruppi heavy metal successivi come Judas Priest e da tutta la corrente New Wave of British Heavy Metal, capitanata da Def Leppard e Iron Maiden, ma anche dai Metallica.
I Thin Lizzy mostrarono ampiamente questa tecnica per la prima volta nell'album Fighting del 1975, in particolare nelle tracce Wild One e Suicide.
I principali esempi di questa tecnica musicale sono invece ascoltabili nei brani The Boys Are Back in Town e Cowboy Song dell'album Jailbreak, oltre che nelle un po' meno celebri Emerald e Roisin Dubh (Black Rose) - A Rock Legend.
L'abilità tecnico-compositiva di Phil Lynott e dei Thin Lizzy fu commentata da Ritchie Blackmore, chitarrista dei Deep Purple e dei Rainbow, il quale dichiarò che:
(Ritchie Blackmore)
Infine i Thin Lizzy, assieme ai soli Motörhead capitanati da Lemmy Kilmister, furono i dominatori della scena new-wave inglese, rimanendo sempre legati alla scena post-punk e ricevendo consensi dagli stessi fans di questa corrente musicale. A dimostrazione di questo aspetto, sono celebri le amicizie di Lynott con artisti quali Paul Cook e Steve Jones dei Sex Pistols e Bob Geldof dei The Boomtown Rats.

### Influenze
(Phil Alexander)
I componimenti dei Thin Lizzy divennero importante fonte di ispirazione per diversi gruppi. I sopracitati Iron Maiden presero ampiamente spunto dal loro stile musicale, lavorando proprio sull'utilizzo delle armonie derivate dai due chitarristi solisti.
Nei lavori degli Iron Maiden è infatti facile ascoltare due, e a oggi addirittura tre, chitarristi solisti che intrecciano le loro ritmiche all'interno della base musicale dei loro pezzi.
A conferma di ciò, la band londinese realizzò come tributo ai Thin Lizzy una reinterpretazione della traccia Massacre, originariamente contenuta nell'album Johnny the Fox.
Inoltre nel 2006 il bassista e leader della band, Steve Harris, parlando della traccia Different World, contenuta nell'album A Matter of Life and Death, disse:
(Steve Harris)

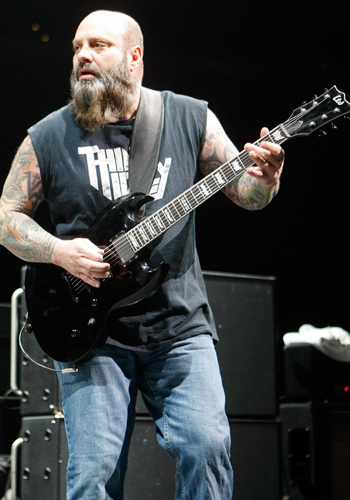
Kirk Windstein con indosso una t-shirt con il logo dei Thin Lizzy.

Altri gruppi si dichiararono ispirati dalle sonorità del gruppo. Tra questi, la band thrash metal Metallica, che nel 1998 non mancò di includere nel disco di cover Garage Inc. un tributo ai Lizzy con il brano Whiskey in the Jar. James Hetfield inoltre citò i Thin Lizzy tra i suoi gruppi preferiti di sempre.
Analogamente, un altro gruppo thrash metal, gli Anthrax, pubblicò la propria versione di Cowboy Song (estratta dal disco del 1976 Jailbreak) nell'album Sound of White Noise come traccia bonus della versione giapponese del disco.
I Thin Lizzy sono stati anche citati come primaria fonte di ispirazione dalla band hard rock svedese Europe, che nel 2004 dedicò a Phil Lynott la traccia Hero, inserita nell'album Start from the Dark.
Il pezzo racconta di un incontro, avvenuto dopo un concerto, tra l'allora adolescente Joey Tempest, cantante del gruppo, e il suo idolo Phil Lynott.
Sempre Phil Lynott fu più volte omaggiato, specie in interviste, da artisti come Henry Rollins, U2, Bon Jovi e Billy Corgan.
La band irlandese è stata inoltre la principale fonte d'ispirazione di gruppi moderni come Crowbar e Mastodon.
Il cantante e chitarrista Kirk Windstein è infatti solito sfoggiare un tatuaggio raffigurante il logo dei Thin Lizzy, posto sulla gamba.
Inoltre è solito indossare durante i suoi concerti magliette con scritto "Listen to Thin Lizzy" (Ascoltate i Thin Lizzy), o semplicemente con il logo del gruppo.
I Mastodon hanno invece proposto dal vivo il brano Emerald, includendolo poi come traccia bonus della versione giapponese del disco Remission.
La reinterpretazione è stata anche eseguita in alcune occasioni in versione acustica con il contributo di Scott Gorham come special guest.
Un altro gruppo che si ispirava ai Thin Lizzy erano i The Darkness: il chitarrista Dan Hawkins, fratello del frontman Justin, era solito indossare una maglietta del gruppo irlandese durante concerti, video e altre apparizioni televisive.
Nel libro di Jean Peter Rikes, "Zildie", del 2017, nel capitolo terzo vi è un chiaro riferimento a Phil Lynott, che viene benevolmente narrato come apparire in una visione al protagonista del libro nell'atto di porgergli una rosa nera (chiaro il riferimento all'album "Black rose").
Questioni razziali e religiose
L'escalation musicale dei Thin Lizzy contribuì anche ad abbattere alcune barriere razziali e religiose. Infatti il leader del gruppo, Phil Lynott, nato da padre guyanese e da madre irlandese, fu il primo musicista di colore originario dell'Irlanda a raggiungere fama mondiale e conseguenti piazzamenti in classifiche.
Inoltre, a livello mondiale, fu tra i primi (e uno dei pochi) musicisti di colore a ottenere successo commerciale suonando musica hard rock, culturalmente e per tradizione genere musicale considerato per "bianchi".
In virtù di ciò i componimenti di Lynott presentarono sempre un velato senso di alienazione. Il musicista amava infatti dipingersi come un outsider, un ragazzo romantico che si nascondeva dietro alle parole di una canzone, un poeta tormentato e incompreso.
I Thin Lizzy inoltre furono uno dei pochi gruppi irlandesi ad andare oltre il conflitto religioso della loro Nazione. Infatti nelle varie formazioni del gruppo si trovarono spesso a lavorare assieme musicisti non solo provenienti dalle due regioni dell'Irlanda ma anche e soprattutto appartenenti alle due rispettive comunità, quella cattolica e quella protestante, da sempre storicamente in forte contrasto tra loro.

## Formazione

### Formazione attuale
- Ricky Warwick - voce, chitarra (2010-presente)
- Scott Gorham - chitarra (1974-1983; 1996-presente)
- Damon Johnson - chitarra (2010-presente)
- Darren Wharton - tastiera (2011-presente)
- Troy Sanders - basso (2019-presente)
- Scott Travis - batteria (2016-presente)

### Ex componenti principali
- Philip Lynott - voce, basso (1969-1983; morto nel 1986)
- Brian Downey - batteria (1969-1983; 1996-1998; 2010-2013)
- Tommy Aldridge - batteria (1998-2003; 2007-2009)
- Eric Bell - chitarra (1969-1973)
- Brian Robertson - chitarra (1974-1978)
- Gary Moore - chitarra (1976-1979; morto nel 2011)
- Guy Pratt - basso (1999-2003)
- John Sykes - chitarra (1981-1983; 1996-2009)
- Midge Ure -chitarra (1979-1981)
- Snowy White -chitarra  (1980-1983)

## Discografia
- 1971 – Thin Lizzy
- 1972 – Shades of a Blue Orphanage
- 1973 – Vagabonds of the Western World
- 1974 – Nightlife
- 1975 – Fighting
- 1976 – Jailbreak
- 1976 – Johnny the Fox
- 1977 – Bad Reputation
- 1979 – Black Rose: A Rock Legend
- 1980 – Chinatown
- 1981 – Renegade
- 1983 – Thunder and Lightning

### Enciclopedie
- Mark J. Prendergast, Irish Rock, Dublino, O´Brien Press, 1987, ISBN 0-86278-149-3.
- Harry Shapiro e Vincenzo Perna, Estasi rock: le droghe e la musica popolare, EDT, 1993, ISBN 88-7063-188-5.
- Pete Prown, Harvey P. Newquist e Jon F. Eiche, Legends of rock guitar: the essential reference of rock's greatest guitarists, Hal Leonard Corporation, 1997, ISBN 0-7935-4042-9.
- Martin C. Strong, The great rock discography, Giunti Editore, 1998, ISBN 88-09-21522-2.
- Luca Signorelli, Heavy metal: I classici, Giunti Editore, 2000, ISBN 88-09-01696-3.
- Federico Guglielmi e C. Rizzi, Grande enciclopedia rock, Firenze, Giunti Editore, 2001, ISBN 88-09-02852-X.
- (EN) Daniel Bukszpan e Ronnie James Dio, The Encyclopedia of Heavy Metal, Barnes & Noble Publishing, 2003, ISBN 978-0-7607-4218-1.
- Paul Charles, The complete guide to playing live: a survival guide to the rock circuit, Omnibus Press, 2004, ISBN 978-0-7119-9835-3.
- Alessandro Bonini e Emanuele Tamagnini, I classici del rock: i protagonisti che hanno contribuito a rendere immortale il rock, Gremese Editore, 2005, ISBN 88-8440-363-4.
- Fionn Davenport, Dublino, EDT, 2008, ISBN 88-6040-291-3.
- Chris Woodstra, John Bush e Stephen Thomas Erlewine, All Music Guide Required Listening: Classic Rock, Backbeat Books, 2008, ISBN 978-0-87930-917-6.
- Jeremy Simmonds, The Encyclopedia of Dead Rock Stars: Heroin, Handguns, and Ham Sandwiches, Chicago Review Press, 2008, ISBN 978-1-55652-754-8.

### Testi monografici
- Phil Lynott, Philip, Pippen Publisher.
- Larry Price, Thin Lizzy, Londra, Star/W.H. Allen, ISBN 0-352-39600-8.
- A celebration of the life of Philip Lynott (Booklet), USA, Nidus Production.
- Juan Gómez González, Thin Lizzy. La leyenda del rock irlandés, Editorial Milenio, 2001, ISBN 84-9743-012-3.
- Phil Lynott, Songs for While I'm Away, Pippen Publisher, 1996, ISBN 1-886894-82-5.
- E. Bailie e Stuart Bailie, Thin Lizzy, Pan Macmillan, 1996, ISBN 0-7522-0384-3.
- Philomena Lynott e Jackie Hayden, My boy, Virgin, 1996, ISBN 0-7535-0048-5.
- Ken Brooks, The ballad of the thin man: the authorised biography of Phil Lynott & Thin Lizzy, Boxtree, 1996, ISBN 0-7522-0395-9.
- Stuart Bailie, Philip Lynott: The Ballad of the Thin Man, Music Book Services, 1996, ISBN 1-886894-83-3.
- Phil Lynott, A collected works of Philip Lynott, Pippen Publisher, 1997.
- Stuart Bailie, Phil Lynott & Thin Lizzy Rockin Vagabond, Agenda Ltd, 2000, ISBN 1-899882-21-9.
- Mark Putterford, Phil Lynott: The Rocker, Omnibus Press, 2002, ISBN 0-7119-9104-9.
- Alan Byrne, Thin Lizzy - Soldiers of fortune, SAF Publishing Ltd, 2005, ISBN 0-946719-81-0.
- Thin Lizzy, Vagabonds kings warriors angels: the rock & roll odyssey of Philip Lynott and Thin Lizzy, Edel Classics, 2006, ISBN 3-937406-89-1.